# Artematopus rufescens
Artematopus rufescens is een keversoort uit de familie Artematopodidae. De wetenschappelijke naam van de soort is voor het eerst geldig gepubliceerd in 1897 door Champion.